# Unité urbaine de Perpignan
L'unité urbaine de Perpignan est une unité urbaine française centrée sur Perpignan, préfecture et ville principale du département des Pyrénées-Orientales, dans la région Occitanie.

## Données générales
En 2010, selon l'Insee, l'unité urbaine de Perpignan était composée de quinze communes, toutes situées dans l'arrondissement de Perpignan.
En 2020, à la suite d'un nouveau zonage, elle est composée des quinze mêmes communes.
En 2022, avec 207 644 habitants, elle constitue la première unité urbaine des Pyrénées-Orientales et occupe le 3e rang régional dans la région Occitanie après celles de Toulouse et de Montpellier.
En 2022, sa densité de population s'élève à 955 hab/km2. Par sa superficie, elle ne représente que 5,28 % du territoire départemental mais, par sa population, elle regroupe 42,12 % de la population du département des Pyrénées-Orientales.

Agglomérations de plus de 100000 habitants en France en 2022.

## Composition 2020 de l'unité urbaine
Elle est composée des quinze communes suivantes :
| Nom                      | Code Insee | Département         | Statut       | Superficie (km2) | Population (dernière pop. légale) | Densité (hab./km2) | Modifier                                    |
| ------------------------ | ---------- | ------------------- | ------------ | ---------------- | --------------------------------- | ------------------ | ------------------------------------------- |
| Perpignan (ville-centre) | 66136      | Pyrénées-Orientales | ville-centre | 68,07            | 120 996 (2022)                    | 1 778              | modifier les données · modifier les données |
| Baho                     | 66012      | Pyrénées-Orientales | banlieue     | 7,90             | 3 266 (2022)                      | 413                | modifier les données · modifier les données |
| Bompas                   | 66021      | Pyrénées-Orientales | banlieue     | 5,70             | 7 712 (2022)                      | 1 353              | modifier les données · modifier les données |
| Cabestany                | 66028      | Pyrénées-Orientales | banlieue     | 10,42            | 10 414 (2022)                     | 999                | modifier les données · modifier les données |
| Canohès                  | 66038      | Pyrénées-Orientales | banlieue     | 8,56             | 6 575 (2022)                      | 768                | modifier les données · modifier les données |
| Peyrestortes             | 66138      | Pyrénées-Orientales | banlieue     | 7,96             | 1 808 (2022)                      | 227                | modifier les données · modifier les données |
| Pézilla-la-Rivière       | 66140      | Pyrénées-Orientales | banlieue     | 15,62            | 4 048 (2022)                      | 259                | modifier les données · modifier les données |
| Pia                      | 66141      | Pyrénées-Orientales | banlieue     | 13,18            | 11 174 (2022)                     | 848                | modifier les données · modifier les données |
| Rivesaltes               | 66164      | Pyrénées-Orientales | banlieue     | 28,76            | 9 151 (2022)                      | 318                | modifier les données · modifier les données |
| Saint-Estève             | 66172      | Pyrénées-Orientales | banlieue     | 11,67            | 11 673 (2022)                     | 1 000              | modifier les données · modifier les données |
| Saint-Féliu-d'Amont      | 66173      | Pyrénées-Orientales | banlieue     | 6,11             | 1 262 (2022)                      | 207                | modifier les données · modifier les données |
| Saint-Féliu-d'Avall      | 66174      | Pyrénées-Orientales | banlieue     | 10,79            | 2 934 (2022)                      | 272                | modifier les données · modifier les données |
| Le Soler                 | 66195      | Pyrénées-Orientales | banlieue     | 10,35            | 7 896 (2022)                      | 763                | modifier les données · modifier les données |
| Toulouges                | 66213      | Pyrénées-Orientales | banlieue     | 8,04             | 7 375 (2022)                      | 917                | modifier les données · modifier les données |
| Villeneuve-la-Rivière    | 66228      | Pyrénées-Orientales | banlieue     | 4,38             | 1 360 (2022)                      | 311                | modifier les données · modifier les données |

## Évolution démographique
| 1968    | 1975    | 1982    | 1990    | 1999    | 2006    | 2011    | 2016    | 2022    |
| ------- | ------- | ------- | ------- | ------- | ------- | ------- | ------- | ------- |
| 129 250 | 141 210 | 159 946 | 163 635 | 169 298 | 185 929 | 192 268 | 201 807 | 207 644 |

#### Données générales
- Unité urbaine en France
- Aire d'attraction d'une ville
- Liste des unités urbaines de France

#### Données démographiques en rapport avec l'unité urbaine de Perpignan
- Aire d'attraction de Perpignan
- Arrondissement de Perpignan

#### Données démographiques en rapport avec les Pyrénées-Orientales
- Démographie des Pyrénées-Orientales